# Avoca (Iowa)
Avoca ist eine Stadt (mit dem Status „City“) im Pottawattamie County im US-amerikanischen Bundesstaat Iowa. Im Jahr 2010 hatte Avoca 1506 Einwohner, deren Zahl sich bis 2014 nicht veränderte. Das U.S. Census Bureau hat bei der Volkszählung 2020 eine Einwohnerzahl von 1.683 ermittelt.
Avoca ist Bestandteil der beiderseits des Missouri in den Bundesstaaten Iowa und Nebraska gelegenen Metropolregion Omaha-Council Bluffs.

## Geografie
Avoca liegt im Westen Iowas am West Nishnabotna River, der über den Nishnabotna River und den Missouri zum Stromgebiet des Mississippi gehört.
Die geografischen Koordinaten von Avoca sind 41°28′36″ nördlicher Breite und 95°20′17″ westlicher Länge. Das Stadtgebiet erstreckt sich über eine Fläche von 5,52 km². Avoca ist die größte Ortschaft innerhalb der Knox Township.
Nachbarorte von Avoca sind Harlan (21 km nördlich), Walnut (9,9 km östlich), Hancock (11,7 km südsüdwestlich), Minden (17,6 km westlich) und Shelby (13,9 km westnordwestlich).
Die nächstgelegenen größeren Städte sind Sioux City (175 km nordwestlich), Iowas Hauptstadt Des Moines (150 km östlich), Nebraskas größte Stadt Omaha (77,2 km südwestlich) und Nebraskas Hauptstadt Lincoln (157 km in der gleichen Richtung).

## Geschichte
Im Jahr 1869 wurde der Ort Avoca mit dem Bau einer Eisenbahnlinie der damaligen Rock Island Railroad von Des Moines nach Council Bluffs gegründet. Der Name leitet sich von dem irischen Märchen Vale of Avoca ab. Avoca wurde im Jahr 1874 als selbstständige Kommune inkorporiert.

### Bevölkerungsentwicklung
Nach der Volkszählung im Jahr 2010 lebten in Avoca 1506 Menschen in 662 Haushalten. Die Bevölkerungsdichte betrug 272,8 Einwohner pro Quadratkilometer. In den 662 Haushalten lebten statistisch je 2,27 Personen.
Ethnisch betrachtet setzte sich die Bevölkerung zusammen aus 98,8 Prozent Weißen, 0,2 Prozent Afroamerikanern, 0,1 Prozent amerikanischen Ureinwohnern, 0,1 Prozent Asiaten sowie 0,1 Prozent aus anderen ethnischen Gruppen; 0,6 Prozent stammten von zwei oder mehr Ethnien ab. Unabhängig von der ethnischen Zugehörigkeit waren 1,9 Prozent der Bevölkerung spanischer oder lateinamerikanischer Abstammung.
23,4 Prozent der Bevölkerung waren unter 18 Jahre alt, 57,9 Prozent waren zwischen 18 und 64 und 18,7 Prozent waren 65 Jahre oder älter. 51,1 Prozent der Bevölkerung waren weiblich.
Das mittlere jährliche Einkommen eines Haushalts lag im Jahr 2014 bei 48.792 USD. Das Pro-Kopf-Einkommen betrug 27.541 USD. 8,9 Prozent der Einwohner lebten unterhalb der Armutsgrenze.

## Verkehr
Durch den Norden des Stadtgebiets von Avoca verläuft in Ost-West-Richtung der Interstate Highway 80, der hier die kürzeste Verbindung von Des Moines nach Omaha bildet. Auf Höhe des Stadtzentrums kreuzt der U.S. Highway 59 und bildet die Hauptstraße der Stadt und kreuzt im Stadtzentrum den Iowa Highway 83. Alle weiteren Straßen sind untergeordnete Landstraßen, teils unbefestigte Fahrwege sowie innerörtliche Verbindungsstraßen.
Mit dem Harlan Municipal Airport befindet sich rund zwölf Kilometer nördlich ein kleiner Flugplatz für die Allgemeine Luftfahrt. Die nächsten Verkehrsflughäfen sind das 77 Kilometer südwestlich gelegene Eppley Airfield in Omaha sowie der 175 Kilometer östlich gelegene Des Moines International Airport.

## Bekannte Bewohner
- Richard Beymer (geb. 1938) – Schauspieler – geboren in Avoca
- Edwin Meredith (1876–1928) – Landwirtschaftsminister (1920–1921) – geboren und aufgewachsen in Avoca